# Vasily Vasilievich Dokuchaev

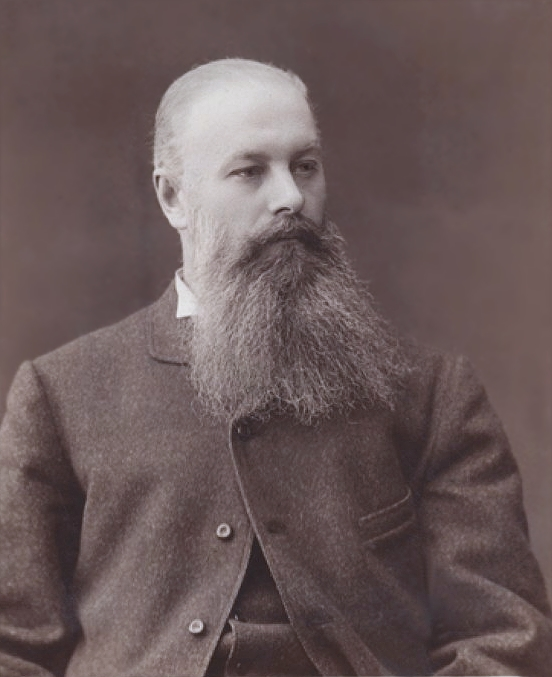
Vasily Vasilievich Dokuchaev, 1888

Vasily Vasilievich Dokuchaev (tiếng Nga: Василий Васильевич Докучаев; 1846–1903) là một nhà địa chất người Nga mà tên tuổi gắn liền với các nền tảng cơ sở của khoa học đất.
Ông làm việc trong lĩnh vực khoa học đất và đã phát triển sơ đồ phân loại đất trong đó miêu tả 5 yếu tố hình thành đất. Ông đã đưa ra học thuyết của mình sau những nghiên cứu liên tục và tích cực về đất đai ở Nga vào năm 1883. Công trình nổi tiếng nhất của ông là Đất đen Nga (чернозём - 1883), đã làm cho từ này được biết đến ở phương Tây.
Một miệng núi lửa trên Sao Hỏa được đặt tên ông để tỏ lòng kính trọng ông.
Các nền tảng khoa học của khoa học đất như là một khoa học tự nhiên đã được thiết lập bởi các công trình cổ điển của Dokuchaev. Trước đây, đất được coi là sản phẩm của sự chuyển hóa hóa lý của đá, mà thực vật rút ra được các khoáng chất dinh dưỡng từ những chất nền của chúng. Đất và đá trên thực tế là ngang hàng nhau.
Dokuchaev cho rằng đất như là một thực thể tự nhiên có nguồn gốc và lịch sử phát triển riêng, là thực thể với những quá trình phức tạp và đa dạng diễn ra trong nó. Đất được coi là khác biệt với đá. Đá trở thành đất dưới ảnh hưởng của một loạt các yếu tố tạo thành đất như khí hậu, cây cỏ, khu vực, địa hình và tuổi. Theo ông, đất có thể được gọi là các tầng trên nhất của đá không phụ thuộc vào dạng; chúng bị thay đổi một cách tự nhiên bởi các tác động phổ biến của nước, không khí và một loạt các dạng hình của các sinh vật sống hay chết.